# Jovica Trajković
Sasa (Jovica) Trajković (Servisch: Саша (Јовица) Трајковића) (1950 of 1951) is een Servische crimineel, die in Nederland verbleef als ongewenst vreemdeling en in dat land is veroordeeld voor poging tot moord op een rechercheur.

## Achtergrond
Hij was in de jaren 80 naar Nederland gekomen, nadat hij een Nederlandse vrouw had leren kennen. Door een huwelijk met haar kreeg hij een verblijfsvergunning, maar deze verloor hij na de echtscheiding. Uit dit huwelijk zijn geen kinderen geboren. Hij heeft wel een zoon uit een eerder huwelijk met een Joegoslavische vrouw.

## Vuurwapenincidenten

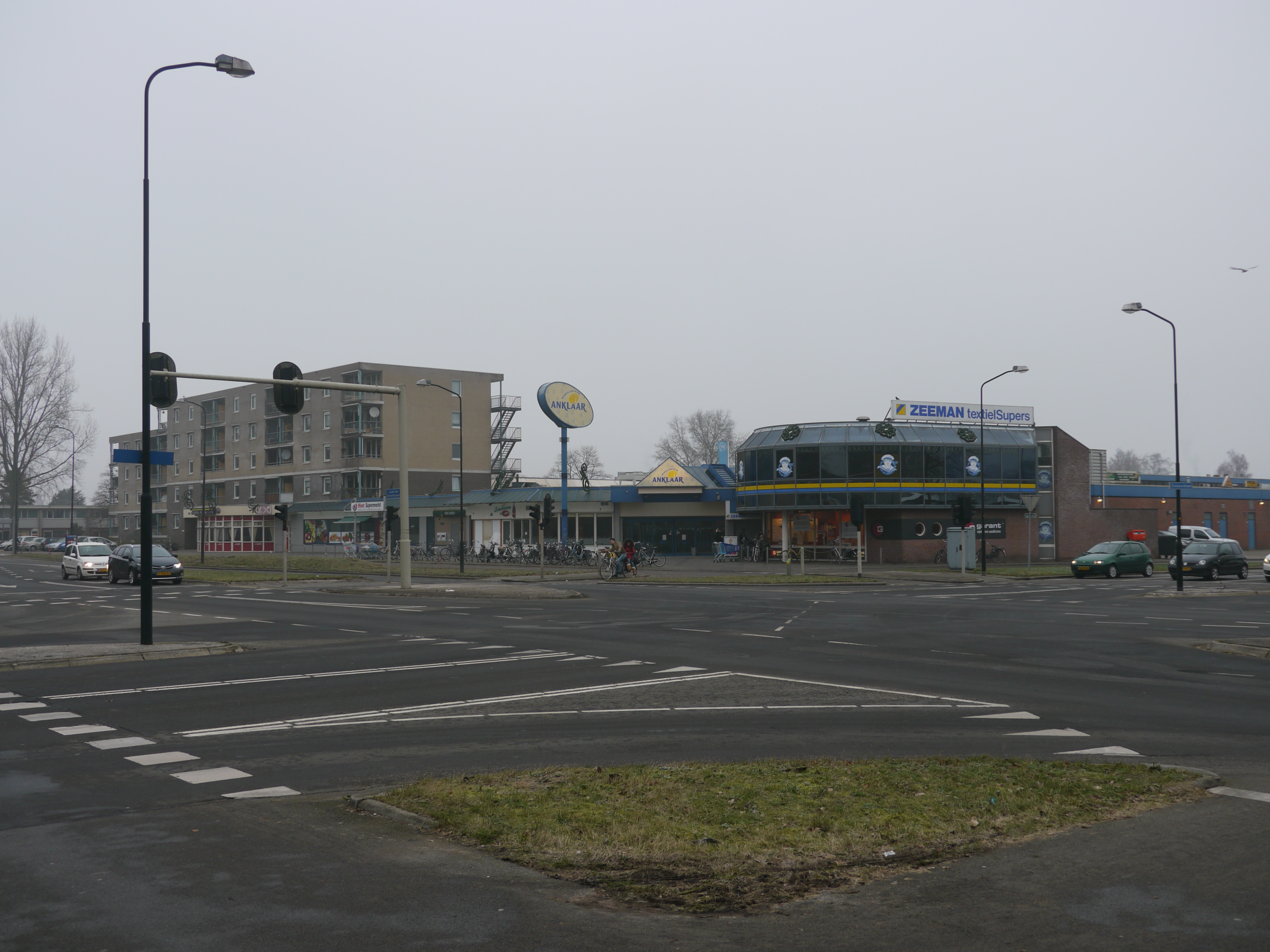
Winkelcentrum Anklaar begin 2015

Op 23 juli 2007 schoot hij een hoofdagent-rechercheur neer, die in zijn vrije tijd aan het winkelen was in winkelcentrum Anklaar in Apeldoorn. Deze rechercheur herkende Trajković van een eerdere zaak en wist dat hij gesignaleerd stond als ongewenst verklaarde vreemdeling. Hij was destijds bij zijn aanhouding aanwezig geweest. De rechercheur meldde een verdachte situatie aan zijn collega's, waarna hij op Trajković afstapte om hem aan te houden op basis van zijn illegaal verblijf in Nederland. De rechercheur noemde hem hierbij bij zijn naam. De verdachte stak hierop zijn hand in een fietstas, haalde er een pistool uit en schoot van een afstand van twee à drie meter op de rechercheur. De rechercheur werd in zijn borst getroffen en liep onder meer een longperforatie en ribfracturen op. De verdachte ging er op een fiets vandoor.
Vervolgens werd in de nacht van woensdag op donderdag 26 juli een onschuldige man in Gouda door de politie gearresteerd, waarbij hij in zijn arm werd gebeten door een politiehond. Hij zou nogal sterk op Jovica Trajković hebben geleken.
Op 28 juli 2007 trok de verdachte opnieuw zijn vuurwapen, nadat hij door beveiligingsmedewerkers in de Media Markt in Zwolle was betrapt op winkeldiefstal. Eerst dreigde hij ermee en toen hij ervandoor ging, wederom op een fiets, probeerden deze medewerkers hem te achtervolgen, waarop hij zijn vuurwapen op hen richtte.

## Aanhouding
Een dag later verspreidde de politie landelijk een opsporingsbericht met zijn complete naam en een foto, waarbij hij volledig in beeld was. En met succes, want een dag later werd hij al opgepakt in de bossen bij Biddinghuizen. Hij had bij zijn arrestatie een vuurwapen bij zich (merk Hrvatski Samokres, model 2000) en stond al bekend als zeer vuurwapengevaarlijk. Jovica Trajković was al eerder veroordeeld door Justitie.

## Rechtsgang
Op 4 augustus 2007 maakte zijn advocaat bekend, dat hij in Biddinghuizen op zoek was geweest naar zijn twee kinderen uit een tweede huwelijk (op dat moment zeven en negen jaar oud). Hij was opnieuw getrouwd met een andere vrouw, nadat hij zijn verblijfsvergunning was kwijtgeraakt na het stranden van zijn eerste huwelijk. Hij trouwde, terwijl hij een procedure aan het aanspannen was om zijn verblijfsvergunning terug te krijgen. Dit mislukte echter, evenals zijn tweede huwelijk, waarna hij onderdook voor de vreemdelingenpolitie.
Op 6 februari 2008 hield de rechtbank te Zutphen een zitting in de strafzaak van Trajković. Advocaat Anno Huisman trachtte het politieonderzoek rond de aanhouding onderuit te halen en schermde met persoonsverwisseling. Van een inhoudelijke behandeling was nog geen sprake. Trajković stond op een wachtlijst voor observatie in het Pieter Baan Centrum. Op 6 mei werd een nieuwe zitting gehouden, ook deze was niet inhoudelijk. Bepaald werd dat Trajković op 8 juli voor de rechter moest verschijnen. Ook hier trad weer vertraging op, mede omdat de verdachte afstand had gedaan van zijn advocaat (wegens "verschil van inzicht over de te voeren verdediging", aldus Huisman). Ook hadden gedragsdeskundigen van het Pieter Baan Centrum aangegeven niets te kunnen beginnen met de verdachte, omdat hij volgens hen weigerde mee te werken aan psychologisch onderzoek. De deskundigen spraken van een 'arrogante' en 'pedante' man die iedereen om hem heen als 'inferieur' beschouwde.
Op 26 november 2008 werd voor de Zutphense rechtbank door het Openbaar Ministerie 26,5 jaar cel geëist tegen Trajković. Hem werd poging tot moord ten laste gelegd. Justitie noemde hem een 'ongeleid projectiel dat eigenlijk uit de samenleving verwijderd moet worden'. De verdachte stuurde voor de zitting ook zijn advocaat Jan Peter van Schaick weg omdat deze niet zou opkomen voor zijn belangen en informatie over de schietpartij zou hebben gelekt naar de media, hetgeen Van Schaick ten stelligste ontkende.

### Uitspraak rechtbank
Op 10 december 2008 veroordeelde de rechtbank Trajković wegens poging tot moord, diefstal met geweld en verboden wapenbezit tot een gevangenisstraf van vijftien jaar en een schadevergoeding van ruim 16.400 euro. De voorzitter van de Meervoudige Kamer waar hij terechtstond, noemde hem bij het uitspreken van het vonnis een gevaar voor de samenleving. Het OM vond de straf te laag en ging op 19 december bij het gerechtshof in Arnhem in hoger beroep te zullen gaan tegen de uitspraak.

### Uitspraak in hoger beroep; cassatie
Het Arnhemse hof veroordeelde Trajković op 29 juni 2009 tot tien jaar gevangenis, vijf jaar lager dan de eis. Het hof achtte bewezen dat hij van korte afstand de politieman met voorbedachten rade had neergeschoten, maar vond de tien jaar beter passen bij soortgelijke zaken. Het OM kon leven met deze uitspraak, maar Trajković' advocaat Jan-Hein Kuijpers tekende cassatie aan bij de Hoge Raad. Die bepaalde in april 2011 dat de zaak deels over moet worden gedaan en wel op het punt van verboden wapenbezit. In een door de verdachte gehuurde berging in Apeldoorn waren extra wapens aangetroffen, maar hij heeft steeds ontkend de eigenaar daarvan te zijn. Aan de hoofdaanklacht, poging tot moord, werd echter niet meer getornd. Op 30 augustus 2011 werd de strafzaak vervolgd.